# 14 Herculis
14 Herculis è una stella nana arancione posta a circa 58 anni luce dalla Terra nella costellazione di Ercole. Conosciuta anche come Gliese 614, risulta invisibile ad occhio nudo poiché la sua magnitudine apparente è di +6,67. Sono noti due pianeti extrasolari in orbita attorno a essa, del tipo supergioviano e con orbite relativamente larghe e periodi che vanno da 5 per il pianeta più interno ai 143 anni del più esterno.

## Caratteristiche
La stella è una nana arancione di tipo spettrale K0 V, con una temperatura superficiale di circa 5300 K. La sua massa e il suo raggio sono di poco minori a quelli del Sole, tuttavia la sua peculiarità è l'abbondanza di metalli, detta metallicità, quasi tre volte superiore a quella della nostra stella. I metalli aumentano l'opacità degli strati esterni di una stella, assorbendo parte della radiazione sprigionata dal suo interno, ne consegue che 14 Herculis, nonostante sia massiccia quasi quanto il Sole, abbia una minore temperatura superficiale e il suo colore tende all'arancione, così come più bassa è la sua luminosità, solo il 67% di quella solare.

## Sistema planetario
Nel 1998 fu scoperto in orbita alla stella un pianeta extrasolare, denominato 14 Herculis b. Il pianeta possiede un'orbita molto eccentrica ed impiega circa 4,8 anni per completarla.
Nel 2006 si è ipotizzata la presenza di un secondo pianeta, che ricevette il nome di 14 Herculis c. Nei primi studi i parametri del pianeta suggerivano una risonanza di 4:1 dal pianeta vicino, con un periodo orbitale di almeno 19 anni ed una distanza di 6,9 UA dalla stella. Studi successivi hanno definitivamente confermato la sua esistenza e hanno vincolato entro un minimo margine d'errore la massa del pianeta c, che risulta essere circa 7 volte quella di Giove, mentre la sua distanza dalla stella risulta superiore a quella indicata in precedenza, seppur con un grande margine d'errore, mentre l'eccentricità orbitale risulta superiore a quella del pianeta più interno (e=0,63).
Il pianeta più esterno, 14 Herculis c, è stato rilevato direttamente dal telescopio spaziale James Webb che ha rilevato una temperatura di 275 kelvin, una delle più basse conosciute per pianeti che sono stati osservati direttamente.

### Prospetto del sistema planetario
Segue un prospetto con le principali caratteristiche del sistema.
| Pianeta | Tipo            | Massa           | Periodo orb.    | Sem. maggiore | Eccentricità | Incl. orbita   | Scoperta |
| ------- | --------------- | --------------- | --------------- | ------------- | ------------ | -------------- | -------- |
| b       | Gigante gassoso | 8,9+1,1 −1,5 MJ | 4,8285 anni     | 2,843 UA      | 0,3698       | 33,1+6,5 −3,8° | 1998     |
| c       | Gigante gassoso | 7,3+2,3 −1,1 MJ | 142+91 −50 anni | 27+16 −7,9 UA | 0,644        | 100+32 −33°    | 2006     |